# Holcombe Ward
Holcombe Ward (ur. 23 listopada 1878 w Nowym Jorku, zm. 23 stycznia 1967 w Red Bank) – amerykański tenisista, działacz sportowy.
W 1904 roku Ward wygrał mistrzostwa USA (obecnie US Open) w grze pojedynczej, po pokonaniu w finale challenge round Williama Clothiera. Rok później nie obronił tytułu ponosząc porażkę w finale challenge round z Bealsem Wrightem.
Sześciokrotnie Ward zwyciężył w mistrzostwach USA w grze podwójnej, w latach 1899–1901 i 1904–1906. Pierwsze trzy mistrzostwa wywalczył w parze z Dwightem Davisem, a kolejne z Bealsem Wrightem. Dodatkowo razem z Davisem dwukrotnie przegrywał finał challenge round, w 1898 i 1902 roku. W 1901 roku para Davis–Ward osiągnęła finał Wimbledonu.
W 1900 roku Ward uczestniczył w pierwszej, ufundowanej przez Dwighta Davisa, edycji o Pucharu Davisa i miał wkład w zwycięstwie nad Wielką Brytanią 3:0. Występował w amerykańskiej reprezentacji także w 1902, 1905 i 1906 roku.
W 1904 roku był liderem rankingu amerykańskich tenisistów.
W latach 1937–1947 był prezydentem Amerykańskiego Stowarzyszenia Tenisa.
W 1956 roku został przyjęty do międzynarodowej tenisowej galerii sławy.

## Finały w turniejach wielkoszlemowych

### Gra pojedyncza (1–1)
| Końcowy wynik | Nr | Data | Turniej                              | Nawierzchnia | Przeciwnik       | Wynik finału   |
| ------------- | -- | ---- | ------------------------------------ | ------------ | ---------------- | -------------- |
| Zwycięzca     | 1. | 1904 | U.S. National Championships, Newport | Trawiasta    | William Clothier | 10:8, 6:4, 9:7 |
| Finalista     | 1. | 1905 | U.S. National Championships, Newport | Trawiasta    | Beals Wright     | 2:6, 1:6, 9:11 |

### Gra podwójna (6–3)
| Końcowy wynik | Nr | Data | Turniej                              | Nawierzchnia | Partner      | Przeciwnicy                       | Wynik finału            |
| ------------- | -- | ---- | ------------------------------------ | ------------ | ------------ | --------------------------------- | ----------------------- |
| Finalista     | 1. | 1898 | U.S. National Championships, Newport | Trawiasta    | Dwight Davis | George Sheldon Leo Ware           | 6:1, 5:7, 4:6, 6:4, 5:7 |
| Zwycięzca     | 1. | 1899 | U.S. National Championships, Newport | Trawiasta    | Dwight Davis | George Sheldon Leo Ware           | 6:4, 6:4, 6:3           |
| Zwycięzca     | 2. | 1900 | U.S. National Championships, Newport | Trawiasta    | Dwight Davis | Fred Alexander Raymond Little     | 6:4, 9:7, 12:10         |
| Finalista     | 2. | 1901 | Wimbledon, Londyn                    | Trawiasta    | Dwight Davis | Lawrence Doherty Reginald Doherty | 6:4, 2:6, 3:6, 7:9      |
| Zwycięzca     | 3. | 1901 | U.S. National Championships, Newport | Trawiasta    | Dwight Davis | Leo Ware Beals Wright             | 6:3, 9:7, 6:1           |
| Finalista     | 3. | 1902 | U.S. National Championships, Newport | Trawiasta    | Dwight Davis | Lawrence Doherty Reginald Doherty | 9:11, 10:12, 4:6        |
| Zwycięzca     | 4. | 1904 | U.S. National Championships, Newport | Trawiasta    | Beals Wright | Kreigh Collins Raymond Little     | 1:6, 6:2, 3:6, 6:4, 6:1 |
| Zwycięzca     | 5. | 1905 | U.S. National Championships, Newport | Trawiasta    | Beals Wright | Fred Alexander Harold Hackett     | 6:4, 6:4, 6:1           |
| Zwycięzca     | 6. | 1906 | U.S. National Championships, Newport | Trawiasta    | Beals Wright | Fred Alexander Harold Hackett     | 6:3, 3:6, 6:3, 6:3      |